# Humococcus greensladeae
Humococcus greensladeae är en insektsart som beskrevs av Williams 1985. Humococcus greensladeae ingår i släktet Humococcus och familjen ullsköldlöss. Inga underarter finns listade i Catalogue of Life.